# Buprestis dalmatina
Buprestis dalmatina es una especie de escarabajo del género Buprestis, familia Buprestidae. Fue descrita científicamente por Mannerheim en 1837.

## Distribución geográfica
Habita en el Paleártico.